# Le Général Johnson sauvant un officier français blessé du tomahawk d'un Indien d'Amérique du Nord
Le Général Johnson sauvant un officier français blessé du tomahawk d'un Indien d'Amérique du Nord (en anglais General Johnson saving a Wounded French Officer from the Tomahawk of a North American Indian) est un tableau réalisé par Benjamin West entre 1764 et 1768. Il présente la particularité de montrer un événement historique tel que pouvait le voir un artiste contemporain natif de Pennsylvanie, qui peignait peu de temps après les faits. Il fait aujourd'hui partie de la collection du Derby Museum and Art Gallery.

## Description
Le tableau est l'une des rares œuvres de cette période à représenter ensemble les trois forces en présence dans la guerre de la Conquête, qui mit aux prises, dans les années 1750, Français, Britanniques et Amérindiens. Il montre le major-général William Johnson arrêtant le mouvement d'un guerrier amérindien menaçant de son tomahawk un militaire français à terre.
C'est probablement peu après l'installation de Benjamin West à Londres, en 1763, à l'issue d'un séjour de trois ans en Italie, que l'artiste commença ce tableau. Faisant suite à La Famille indienne, réalisé en 1761, celui-ci en prolonge le souci de précision dans le rendu de l'habillement, des parures et des armes des différents protagonistes. Il fournit ainsi l'une des deux seules représentations contemporaines connues de l'infanterie légère britannique dans la guerre de la Conquête. Cette volonté d'exactitude et d'authenticité est ici mise au service, non d'une représentation générique, comme dans le tableau italien, mais de la relation d'un événement historique récent.
Le sujet et certains « détails physiques et symboliques » ont pu conduire à y voir une évocation de la bataille de Fort Niagara, qui s'est déroulée en 1759. Mais habituellement, on associe plutôt la scène à un épisode de la campagne de 1755. Celle-ci vit s'affronter, aux abords du lac George, les Français et leurs alliés amérindiens commandés par Jean-Armand, baron de Dieskau, et la troupe composée de Mohawks et de miliciens de Nouvelle-Angleterre emmenée par Johnson. Après avoir repoussé l'attaque de leur camp, les colons britanniques et leurs auxiliaires prirent le dessus. Le baron de Dieskau, blessé trois fois, ne dut de rester en vie qu'à la protection de Johnson contre les Mohawks, qui voulaient venger la mort des leurs. De fait, il survécut et fut emmené comme prisonnier à New York, à Londres, puis à Bath pour y soigner une blessure qui ne s'était pas cicatrisée. Rapatrié en France après la paix de 1763, il y mourut en 1767.

## Contexte historique
En montrant Johnson refrénant l'agressivité d'un auxiliaire, le tableau fait la promotion de la conception « civilisée » de l'honneur et des lois de la guerre, par opposition à la férocité des « sauvages ». Il renvoie aux préoccupations et aux controverses que l'utilisation d'alliés amérindiens suscita chez les Européens, tout au long des conflits d'Amérique du Nord.
Ainsi, aux débuts de la guerre de la Conquête, imputa-t-on au jeune George Washington d'avoir laissé le chef Tanaghrisson sceller leur alliance toute fraîche en fracassant le crâne de Jumonville, l'officier français blessé qu'ils venaient de faire prisonnier, avant de se laver les mains dans sa cervelle. L'affaire de Jumonville fit scandale en Europe où elle précipita l'emballement de la guerre de Sept Ans.
La question persista pendant la guerre d'indépendance des États-Unis. En 1777, les deux chambres du Parlement britannique débattirent de l'emploi des auxiliaires amérindiens. Le discours de William Pitt devant la Chambre des lords, le 20 novembre, dénonçant les violences commises sur des « innocents » et la pratique du cannibalisme, est révélateur de réticences qui semblent avoir été largement partagées.